# Prince of Stride
Prince of Stride (プリンス・オブ・ストライド Purinsu Obu Sutoraido?) es un juego Otome desarrollado por Kadokawa Games y Vridge para PlayStation Vita y fue estrenado el 30 de julio de 2015. El juego está basado en el deporte extremo ficticio del "Stride", que es similar al deporte extremo parkour. La serie gira en torno a un equipo de seis que participa en una carrera de relevos a través de una ciudad. Una adaptación a anime desarrollada por MadHouse titulada Prince of Stride: Alternative (プリンス・オブ・ストライド オルタナティブ Purinsu Obu Sutoraido Orutanatibu?) comenzó a transmitirse el 5 de enero de 2016. Un manga spin-off titulado Prince of Stride Galaxy Rush se lanzó en noviembre de 2015 por Dengeki Maoh.

## Argumento
La serie Prince of Stride: Alternative gira en torno al deporte extremo del "Stride", un deporte donde un equipo de 5 más un "relationer" corre carreras de relevos en las ciudades. La historia tiene lugar en Hōnan Academy donde los estudiantes de la escuela secundaria de primer año Takeru Fujiwara y Nana Sakurai tratan de restablecer el equipo de "Stride" de la escuela mediante el reclutamiento de 6 miembros. Su objetivo es unirse a otras escuelas para competir y ganar en la mayor competencia de Stride del este de Japón, el "End of Summer". Takeru le pidió a Nana que se convirtiera en un relationer, así como en la mánager. Ellos le pidieron a Riku Yagami que se uniera al equipo, pero él los rechaza afirmando que el "Stride" es algo que no quería hacer, sin embargo al fin se une tras terminar en un empate con sus compañeros de segundo año.

## Personajes

### Academia Hōnan
El equipo de Stride de Hōnan es tan pequeño que todos los miembros entran automáticamente en el club de shogi (que sólo tiene a Ayumu), ya que cada club debe tener al menos tres miembros.
Nana Sakurai (桜井 奈々 Sakurai Nana?)
Seiyū: Kana Hanazawa
La protagonista femenina de la serie. Es una chica trabajadora que se ha mudado desde Hokkaido a Tokio. Se transfirió a la Academia Hōnan por su pasión por el antiguo equipo de Stride de esa escuela. Al ingresar al club, obtiene la posición de relationer en el equipo. Su padre es conocido como el Rey del Stride, mientras ella es llamada ocasionalmente la Princesa del Stride.
Riku Yagami (八神 陸 Yagami Riku?)
Seiyū: Ryōhei Kimura
El protagonista masculino. Riku es otro novato que junto a Nana se unen al club de Stride. Es muy alegre y amigable, tiene buena habilidad para correr y le gusta cualquier tipo de deportes. Su familia es dueña de una panadería y su hermano es Tomoe, un popular jugador de Stride.
Takeru Fujiwara (藤原 尊 Fujiwara Takeru?)
Seiyū: Nobuhiko Okamoto
De actitud seria pero llamativa. Su único interés es el Stride. En la secundaria fue un famoso jugador de stride. Usualmente usa lentes, pero cuando compite usa lentillas. Tiene confianza en las habilidades de Riku tras ponerlo a prueba cuando se conocieron. De vez en cuando toca las piernas de otras personas para determinar su talento en el stride. No puede nadar.
Hozumi Kohinata (小日向 穂積 Kohinata Hozumi?)
Seiyū: Kenshō Ono
De aspecto tierno, ama coleccionar animales de peluche, hacer chistes malos y quiere trabajar en el teatro. A pesar de herirse, muestra una sonrisa y siempre está preocupado por Ayumu. Su técnica muestra que es hábil en las acrobacias que en correr a gran velocidad.
Heath Hasekura (支倉 ヒース  Hasekura Heath?)
Seiyū: Daisuke Ono
Es el líder del club de Stride. Envuelto en un aura masculina y admirable. Es mitad británico y tiene dos hermanas. Heath ocasionalmente hace de modelo en la compañía de su hermana. Convenció a Kuga de unirse de nuevo al club de Stride tras un conflicto pasado con el equipo.
Kyōsuke Kuga (久我 恭介 Kuga Kyōsuke?)
Seiyū: Junichi Suwabe
Un exmiembro del club de Stride. Es considerado una persona temible debido a un incidente con el equipo, por lo que fue culpado. Kuga es de aspecto misterioso, tiene el cabello largo color gris, frecuentemente es visto solo. Acepta reingresar al club de Stride tras arreglar las diferencias con sus compañeros.
Ayumu Kadowaki (門脇 歩 Kadowaki Ayumu?)
Seiyū: Hiro Shimono
Un apasionado jugador de shoji, líder y rey del Club de Shoji donde es el único miembro. Tiene cabello verde y usa lentes. Fue relationer y decidió dejar de correr por su falta de talento para el Stride, a pesar de ello, apoya a sus compañeros en las competencias.
Yūjirō Dan (壇 悠次郎 Dan Yūjirō?)
Seiyū: Ryotaro Okiayu
Es el entrenador y consejero del equipo de Stride. Casi siempre construye frases usando cuatro caracteres del idioma japonés.
Diane Hasekura (支倉 ダイアン Hasekura Daian?)
Seiyū: Sayaka Ohara; Elizabeth Maxwell (English)
Es la hermana de Heath y presidenta de una compañía de moda. Se convierte en patrocinadora del Equipo de Stride de Honan a cambio de usar a los competidores como modelos en su compañía.

### Equipo de Saisei
Es llamado Galaxy Standard, son también una banda idol masculina y el primer equipo rival de Honan.
Reiji Suwa (諏訪 怜治 Suwa Reiji)
Voz por: Mamoru Miyano (Japanese); Justin Briner (English)
El capital del club de Stride de Saisei. Una persona competitiva y sobresaliente.
Shizuma Mayuzumi (黛 静馬 Mayuzumi Shizuma)
Voz por: Daisuke Hirakawa (Japanese); Garret Storms (English)
Es el relationer del equipo. Conocido por su hermano como el superhombre por sus habilidades en muchas cosas, salvo cocinar. Da órdenes precisas a sus corredores.
Bantarō Chiyomatsu (千代松 万太郎 Chiyomatsu Bantarō)
Voz por: Takuya Eguchi (Japanese); Josh Grelle (English)
Es un joven lleno de entusiasmo que le gusta ser llamado Ban-chan.
Tasuku Senoo (妹尾 匡 SenooTasuku)
Voz por: Tatsuhisa Suzuki (Japanese); Shawn Gann (English)
Es muy serio y seguro, hace todo lo posible por ayudar a ganar al capitán Reijin.
Asuma Mayuzumi (黛 遊馬 Mayuzumi Asuma)
Voz por: Yūki Ono (Japanese); Joel McDonald (English)
El hermano menor de Shizuma. Es el menos llamativo del grupo por su escasa presencia en el escenario, ocasionando la burla del resto de sus compañeros de equipo. Junto con Riku, bromean sobre tener superhumanos como hermanos.
Kaede Okumura (奥村 楓 Okumura Kaede)
Voz por: Toshiyuki Toyonaga (Japanese); Jean-Luc Hester (English)
Es un gran fan de Kuga Kyosuke, es un joven alegre y entusiasta que siempre intenta superar a Kuga.

### Equipo de Mihashi
Kei Kamoda (鴨田 慶 Kamoda Kei)
Voz por: Yoshitsugu Matsuoka (Japanese); Ian Sinclair (English)
El capitán del Club de Stride de Mihashi. También es el verdadero relationer del equipo, lo que mantiene en secreto durante las competencias. Busca ganar como de lugar.
Yū Kamoda (鴨田 侑 Kamoda Yū)
Voz por: Natsuki Hanae (Japanese); Jerry Jewell (English)
El relationer falso del equipo, con su estrategia de confundir al relationer del equipo rival, logran llevar la delantera en las competencias. Es engreído y mentiroso.

### Equipo de Ichijyōkan
Yuri Himemiya (姫宮 悠李 Himemiya Yuri)
Voz por: Daiki Yamashita (Japanese); Bryce Papenbrook (English)
Un corredor con apariencia femenina, debido a su cabello bicolor con dos coletas y un cuerpo delgado. Es el más hábil del equipo, logrando vencer a sus oponentes de manera fácil.
Shiki Dozono (堂園 志貴 Dozono Shiki)
Voz por: Kaito Ishikawa (Japanese); Chris Patton (English)
Es el relationer del equipo, su estrategia es usar traumas del pasado de sus contrincantes para su beneficio. Piensa que un relationer es el líder y los corredores no pueden jugar sin él.
Kaoru Shishibara (獅子原 馨 Shishibara Kaoru)
Voz por: Yūsuke Kobayashi (Japanese); Cris George (English)
Un corredor que competía contra Kuga. Cuenta con un gran cuerpo preparado físicamente, una mente simple y nunca cae ante el estrés o problemas.
Kiyoto Washimi (鷲見 紀世斗 Washimi Kiyoto)
Voz por: Hiromichi Tezuka (Japanese); Marcus D. Stimac (English)
Un corredor de tercer año que es relevo de sus compañeros durante las competencias.
Arata Samejima (鮫島 改 Samejima Arata)
Voz por: Kengo Kawanishi (Japanese); Kyle Phillips (English)
Un corredor de tercer año, es muy popular con las chicas. Relevo de Yuri durante las competencias.
Tetsu Hachiya (蜂屋 鉄 Hachiya Tetsu)
Voz por: Yoshitsugu Matsuoka (Japanese); Anthony Bowling (English)
Un corredor muy hablador, molesto y ruidoso. Se enamora de Himemiya Yuri sin saber que es un hombre, es uno de sus relevos durante las competencias.

### Equipo de Kakyôin
Tomoe Yagami (八神 巴 Yagami Tomoe)
Voz por: Takahiro Sakurai (Japanese); Todd Haberkorn (English)
Es el hermano mayo de Riku. Fue miembro del club de Stride de Hōnan, dejó el puesto para viajar a estudiar a Estados Unidos. Regresa a Japón para intentar convencer a Kuga de unirse a su grupo.
Joe Sakurai (桜井 ジョウ Sakurai Jō)
Voz por: Tōru Ōkawa* (Japanese); Robert McCollum (English)
El nuevo entrenador del Club de Stride de Kakyôin y el padre de Nana. Es conocido como el Rey por hacer el deporte extremo del Stride popular en Japón. Estuvo trabajando en Estados Unidos antes de llenar como entrenador para el torneo End of Summer.

## Multimedia

### Anime
El opening del anime es "Strider's High" por OxT (Masayoshi Ōishi x Tom-H @ ck). El ending es "Be My Steady" de Galaxy Standard. "Galaxy Estándar" se compone de los seiyuu de los miembros de Saisei Academy Stride Club. Los actores de voz incluyen: Mamoru Miyano, Daisuke Hirakawa, Takuya Eguchi, Tatsuhisa Suzuki, Yuuki Ono, y Toshiyuki Toyonaga.
| #  | Título | Estreno               |
| -- | --- | --------------------- |
| 1  | «En sus marcas - El principio del destino» «ON YOUR MARK Unmei no hajimari» (ON YOUR MARK 運命のはじまり)                                                  | 5 de enero de 2016    |
| 2  | «Cree - Siempre estaré aquí» «BELIEVE Itsu demo ore wa koko ni imasu» (BELIEVE いつでも俺はここにいる)                                                     | 12 de enero de 2016   |
| 3  | «Galaxia - Ahora, estrellas que brillan» «GALAXY Ima,-boshi-tachi ga kagayakimasu» (GALAXY いま、星たちが輝く)                                             | 19 de enero de 2016   |
| 4  | «Corre - Cuando la mente está llena» «RUN Toki ni kokoro ga ippaidesu» (RUN ときに心がいっぱいです)                                                        | 26 de enero de 2016   |
| 5  | «De nuevo - Solo tú, solamente tú» «Again - Tada anata dake anata ni» (AGAIN ただあなただけあなたに)                                                       | 2 de febrero de 2016  |
| 6  | «Equipo - Conecta emociones, se el viento» «Team - Kanjō o setsuzoku shimasu, Kaze ni narimasu» (TEAM — 感情を接続します, 風になります)                    | 9 de febrero de 2016  |
| 7  | «Rival - Una promesa para agosto» «Rival - Tsuki no Yakusoku» (RIVAL 8 月の約束)                                                                           | 16 de febrero de 2016 |
| 8  | «Muro - Persiguiendo, aún muy lejos» «Wall - Tsuiseki, mada tōku hanare» (WALL 追跡,まだ遠く離れ)                                                          | 23 de febrero de 2016 |
| 9  | «Hogar, El único» «HOME Koko ni shikanai mono» (HOME ここにしかないもの)                                                                                   | 1 de marzo de 2016    |
| 10 | «Levántate - Porque estuviste ahí» «Stand Up - Anata ga attanode» (STAND UP あなたがあったので)                                                            | 8 de marzo de 2016    |
| 11 | «Alto contacto - Para ti, que me diste la sonrisa» «High Touch - Anata wa watashi o egao ni tsukura remashita» (HIGH TOUCH あなたは私を笑顔に作られました) | 15 de marzo de 2016   |
| 12 | «Fin del verano - y más allá» «End of Summer - haruka sono saki e» (End of Summer - はるかその先へ)                                                        | 22 de marzo de 2016   |